# Paesana
Paesana es una localidad y comune italiana de la provincia de Cuneo, región de Piamonte, con 2.961 habitantes.

## Evolución demográfica
| Gráfica de evolución demográfica de Paesana entre 1861 y 2015 |
|                                                               |
| Fuente ISTAT - elaboración gráfica de Wikipedia               |